# Хорватия на летних Олимпийских играх 2008
Хорватия принимала участие в Летних Олимпийских играх 2008 года в Пекине (Китай) в пятый раз за свою историю, и завоевала три серебряные и три золотые медали. Сборная страны состояла из 99 спортсменов (80 мужчин, 19 женщин).

## Медалисты
| Медаль  | Спортсмен      | Вид спорта            | Дисциплина                             |
| ------- | -------------- | --------------------- | -------------------------------------- |
| Серебро | Филип Уде      | Спортивная гимнастика | Мужчины, конь                          |
| Серебро | Бланка Влашич  | Лёгкая атлетика       | Женщины, прыжки в высоту               |
| Бронза  | Сандра Шарич   | Тхэквондо             | Женщины, до 67 кг                      |
| Бронза  | Мартина Зубчич | Тхэквондо             | Женщины, до 57 кг                      |
| Бронза  | Снежана Пейчич | Стрельба              | Женщины, пневматическая винтовка, 10 м |

## Результаты соревнований

### Академическая гребля
В следующий раунд из каждого заезда проходили несколько лучших экипажей (в зависимости от дисциплины). В финал A выходили 6 сильнейших экипажей, остальные разыгрывали места в утешительных финалах B-F.
Мужчины
| Соревнование  | Спортсмены                 | Предварительный заезд | Предварительный заезд | Предварительный заезд | Отборочный заезд | Отборочный заезд | Отборочный заезд | Четвертьфинал | Четвертьфинал | Четвертьфинал | Полуфинал | Полуфинал | Полуфинал | Финал   | Финал   | Итоговое место |
| Соревнование  | Спортсмены                 | Заезд                 | Время                 | Место                 | Заезд            | Время            | Место            | Заезд         | Время         | Место         | Заезд     | Время     | Место     | Время   | Место   | Итоговое место |
| ------------- | -------------------------- | --------------------- | --------------------- | --------------------- | ---------------- | ---------------- | ---------------- | ------------- | ------------- | ------------- | --------- | --------- | --------- | ------- | ------- | -------------- |
| двойки        | Синиша Скелин Никша Скелин | 3                     | 7:16,35               | 4                     | 1                | 6:38,30          | 2 Q              | не проводится | не проводится | не проводится | 1         | 7:14,50   | 6         | Финал B | Финал B | 12             |
| двойки        | Синиша Скелин Никша Скелин | 3                     | 7:16,35               | 4                     | 1                | 6:38,30          | 2 Q              | не проводится | не проводится | не проводится | 1         | 7:14,50   | 6         | 7:11,19 | 6       | 12             |
| двойки парные | Анте Кушурин Марио Векич   | 2                     | 6:27,38               | 2 Q                   | не участвовали   | не участвовали   | не участвовали   | не проводится | не проводится | не проводится | 1         | 6:24,89   | 4 QB      | Финал B | Финал B | 12             |
| двойки парные | Анте Кушурин Марио Векич   | 2                     | 6:27,38               | 2 Q                   | не участвовали   | не участвовали   | не участвовали   | не проводится | не проводится | не проводится | 1         | 6:24,89   | 4 QB      | DNS     |         | 12             |

### Настольный теннис
Соревнования по настольному теннису проходили по системе плей-офф. Каждый матч продолжался до тех пор, пока один из теннисистов не выигрывал 4 партии. Сильнейшие 16 спортсменов начинали соревнования с третьего раунда, следующие 16 по рейтингу стартовали со второго раунда. 
Командный разряд
Мужчины
| Соревнование     | Спортсмены                             | Групповой этап   | Групповой этап   | Групповой этап | Групповой этап | 1/4 финала            | 1/2 финала            | Финал                 | Итоговое место        |
| Соревнование     | Спортсмены                             | 1 поединок       | 2 поединок       | 3 поединок     | Место          | 1/4 финала            | 1/2 финала            | Финал                 | Итоговое место        |
| ---------------- | -------------------------------------- | ---------------- | ---------------- | -------------- | -------------- | --------------------- | --------------------- | --------------------- | --------------------- |
| Командный разряд | Андрей Гачина Зоран Приморац Тань Жуйу | Группа B         | Группа B         | Группа B       | Группа B       | Плей-офф за 3-е место | Плей-офф за 3-е место | Плей-офф за 3-е место | Плей-офф за 3-е место |
| Командный разряд | Андрей Гачина Зоран Приморац Тань Жуйу | Германия · П 0:3 | Сингапур · В 3:1 | Канада · В 3:0 | 2              | Австрия · П 1:3       | Завершили выступление | Завершили выступление | 7                     |